# Sclerasterias heteropaes
Sclerasterias heteropaes is een zeester uit de familie Asteriidae.
De wetenschappelijke naam van de soort werd in 1924 gepubliceerd door Walter Kenrick Fisher.